# Sphenocentrum
Sphenocentrum es un género con una especies de plantas de flores perteneciente a la familia Menispermaceae. 

## Especies seleccionadas
| - Sphenocentrum jollyanum Pierre |